# Sakabiali
Sakabiali es un personaje de la mitología talamanqueña de los pueblos bribris y cabécares: es la Señora Llorona del Monte, que mató y se comió a la Señora Ágata.